# 노리마키

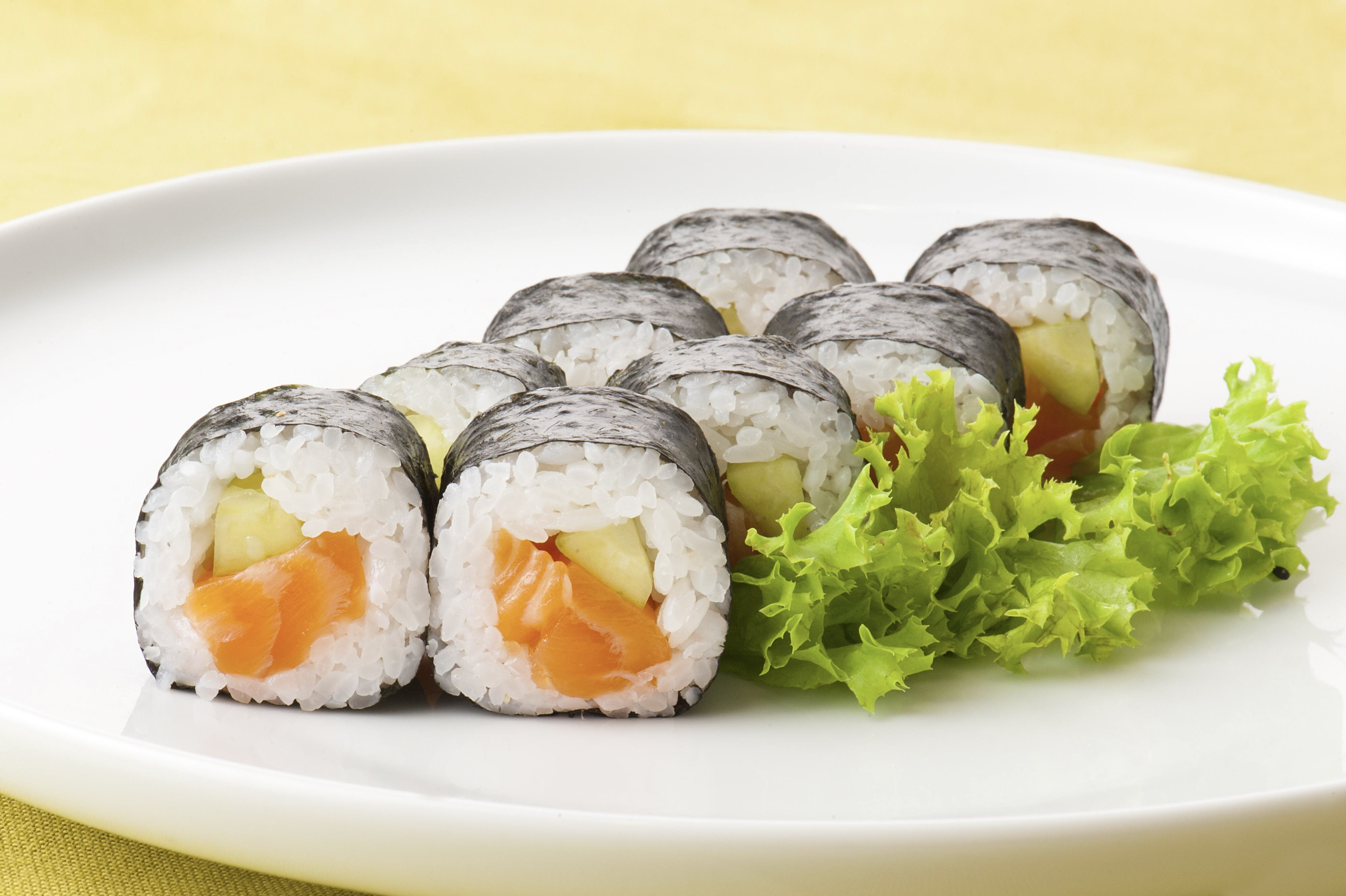
노리마키

노리마키(일본어: 海苔巻き)는 밥에 여러 재료를 넣고 김으로 싸서 만든 마키즈시이다. 김밥과 비슷하게 생겼지만 참기름을 사용하는 김밥과 달리 쌀식초를 사용하는 것이 특징이다.
오늘날 김밥이 1980년대 이전 식초간을 한것을 근거로 김밥의 원형이 노리마키일 것으로 추정된다.

## 같이 보기
- 마키즈시
- 김밥